# Michael Rich
Michael Rich (født 23. september 1969 i Freiburg) er en tidligere tysk professionel landevejscykelrytter. Han var mest kendt som enkeltstartsrytter.

## Aktiv cykelkarriere
Rich kørte i de første mange år som amatør og blev først professionel i 1999. Han var især god til enkeltstart og vandt tre VM-sølvmedaljer og en -bronzemedalje, ligesom han blev tysk mester fem gange.
Blandt hans øvrige gode resultater var tre sejre i Bayern-Rundfahrt og sejre i de to sidste udgaver af Grand Prix des Nations samt sejr i Tour de la Somme i 1999.
Han indstillede sin aktive karriere i 2006.

### OL
Rich kørte i begyndelsen af karrieren også baneløb, og han stillede op i holdforfølgelsesløb ved OL 1988 i Seoul på det vesttyske hold, der ret skuffende blev elimineret allerede i kvalifikationsrunden.
Ved OL 1992 i Barcelona stillede han op på det nu forenede tyske hold i 100 km holdløbet på landevej, som blev kørt for sidste gang ved dette OL. Sammen med Bernd Dittert, Christian Meyer og Uwe Peschel sikrede han tyskerne guldet i tiden 2.02.39 timer, hvilket var præcis et minut hurtigere end Italien på andenpladsen, mens Frankrig blev nummer tre.
Han var også med ved OL 1996, hvor professionelle ryttere nu var med, og han deltog i både linjeløb og enkeltstart. Han måtte udgå undervejs i linjeløbet, mens han blev nummer ti i enkeltstarten.
Han var ikke med ved OL 2000 i Sydney, så OL 2004 i Athen blev Michael Richs sidste OL. Her udgik han igen i linjeløbet, mens han i enkeltstarten endte på fjerdepladsen.

## Øvrige karriere
Efter indstillingen af sin aktive karriere har Rich været sportsjournalist, koordinator på et cykelhold og udviklet racercykler.